# Alainotheres leloeuffi
Alainotheres leloeuffi is een krabbensoort uit de familie van de Pinnotheridae. De wetenschappelijke naam van de soort is voor het eerst geldig gepubliceerd in 1969 door Crosnier.